# Sankt Annas orden

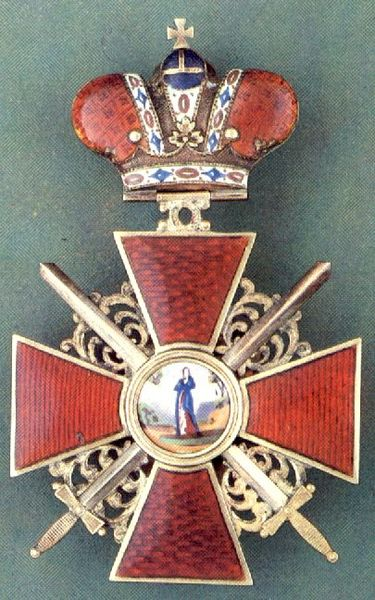
Ordenstecken för Sankt Annas orden.

Sankt Annas orden (ryska: Орден Святой Анны) var en rysk orden instiftad 1735 på initiativ av Karl Fredrik av Holstein-Gottorp till åminnelse av hans hustru Anna Petrovna, men i namn av den heliga Marias mor Anna. Ordens motto var "Amantibus Justitiam, Pietatem, Fidem". Då hertigarna av Schleswig-Holstein-Gottorp blev ryska regenter kom orden till Ryssland. År 1797 inkorporerades orden av Paul I av Ryssland i det ryska ordensväsendet. Orden avskaffades som statsorden efter revolutionen 1917. 
Huset Romanovs tronpretendent i exil har dock fortsatt att dela ut den som en husorden.